# 불바르

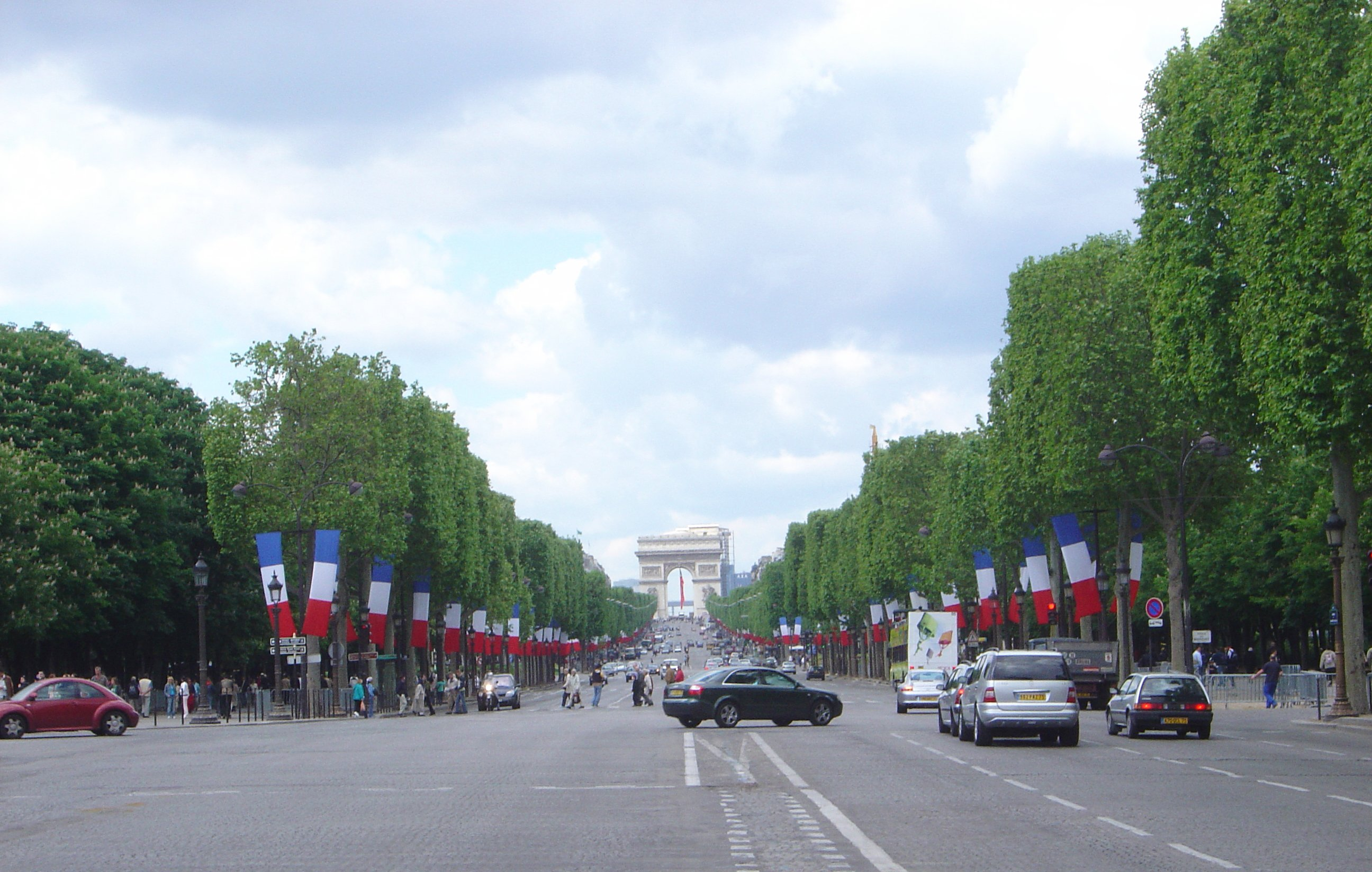
프랑스 파리의 불바르

불바르(Boulevard)는 가로수가 있는 넓은 길거리이다.

## 같이 보기
- 가로수길